# Mărinică Dincă
Mărinică Dincă (n. 4 august 1976

) este un senator român, ales în 2012. 